# Moerenhoutia heteromorpha
Moerenhoutia heteromorpha là một loài thực vật có hoa trong họ Lan. Loài này được (Rchb.f.) Benth. & Hook.f. ex Drake mô tả khoa học đầu tiên năm 1892.